# Мордвінов Сергій Леонідович
Сергі́й Леоні́дович Мордві́нов — підполковник Збройних сил України, учасник російсько-української війни.

## З життєпису
В мирний час проживає у місті Житомир, офіцер підрозділу ППО.
Потрапив у полон до терористів 14 липня 2014-го — було збито над Луганською областю літак Ан-26 — разом із екіпажем здійснив стрибок з парашутом. Звільнений з полону у ході спецоперації 2 вересня з іще 8 військовими. На його повернення чекала дружина Любов Мордвінова.

## Нагороди
за особисту мужність і героїзм, виявлені у захисті державного суверенітету та територіальної цілісності України, вірність військовій присязі під час російсько-української війни, відзначений — нагороджений
- 25 березня 2022 року — орденом Богдана Хмельницького II ступеня,
- 27 червня 2015 року — орденом Богдана Хмельницького III ступеня,